# أيلين وارد
أيلين وارد (بالإنجليزية: Aileen Ward)‏ هي كاتبة سير وكاتِبة وأستاذة جامعية أمريكية، ولدت في 1 أبريل 1919 في نيوآرك في الولايات المتحدة، وتوفيت في 31 مايو 2016 في سانتا مونيكا في الولايات المتحدة.